# Stupeflip (album)
Albums de Stupeflip
Stup Religion
(2005)
Stupeflip est le premier album de Stupeflip, sorti le 8 janvier 2003.
L’album est un mélange de riffs énervés à la Bérurier Noir, de beats hip hop, de punk californien, de ritournelles de variété et de bruits bizarres. Il a été conçu avec le logiciel SoundEdit.
Soutenu par les radios, il s'est vendu à plus de 35 000 exemplaires. Jacno apparait sur Je Fume Pu D'Shit, on retrouve sur deux titres Mangu, rappeur d’origine dominicaine. 

## Liste des titres
| Stupeflip | Stupeflip                           | Stupeflip                                                     | Stupeflip | Stupeflip | Stupeflip | Stupeflip | Stupeflip | Stupeflip | Stupeflip |
| No        | Titre                               | Auteur                                                        | Durée     |           |           |           |           |           |           |
| --------- | ----------------------------------- | ------------------------------------------------------------- | --------- | --------- | --------- | --------- | --------- | --------- | --------- |
| 1.        | Le Crou Ne Mourra Jamais (Intro)    | Julien Barthélémy                                             | 1:47      |           |           |           |           |           |           |
| 2.        | Stupeflip                           | Julien Barthélémy, Stéphane Bellenger                         | 3:07      |           |           |           |           |           |           |
| 3.        | Présentation du Crou                | Julien Barthélémy                                             | 1:12      |           |           |           |           |           |           |
| 4.        | Je Fume Pu D'Shit                   | Julien Barthélémy                                             | 3:17      |           |           |           |           |           |           |
| 5.        | J'Refume du Shit                    | Julien Barthélémy                                             | 4:22      |           |           |           |           |           |           |
| 6.        | Explication N°1                     | Julien Barthélémy                                             | 0:51      |           |           |           |           |           |           |
| 7.        | L'Épouvantable Épouvantail          | Julien Barthélémy                                             | 5:02      |           |           |           |           |           |           |
| 8.        | Naissance de la Région Sud          | Julien Barthélémy                                             | 0:45      |           |           |           |           |           |           |
| 9.        | Les Monstres                        | Julien Barthélémy                                             | 3:44      |           |           |           |           |           |           |
| 10.       | Crou Nostalgie                      | Julien Barthélémy                                             | 1:48      |           |           |           |           |           |           |
| 11.       | Avertissement                       | Julien Barthélémy                                             | 0:11      |           |           |           |           |           |           |
| 12.       | Carry On                            | Julien Barthélémy                                             | 3:35      |           |           |           |           |           |           |
| 13.       | Comme les Zot'                      | Julien Barthélémy                                             | 1:31      |           |           |           |           |           |           |
| 14.       | Média Terror                        | Julien Barthélémy, Mélanie Bauer                              | 0:47      |           |           |           |           |           |           |
| 15.       | L.E.C.R.O.U.                        | Julien Barthélémy, Jean-Paul Michel, Stephen Bellenger, Mangu | 5:46      |           |           |           |           |           |           |
| 16.       | Création de la Deuxième Ère du Stup | Julien Barthélémy                                             | 0:56      |           |           |           |           |           |           |
| 17.       | À Bas la Hiérarchie                 | Julien Barthélémy                                             | 4:07      |           |           |           |           |           |           |
| 18.       | La Bavure de Pop Hip                | Julien Barthélémy                                             | 4:56      |           |           |           |           |           |           |
| 19.       | The Cadillac Theory                 | Julien Barthélémy                                             | 1:16      |           |           |           |           |           |           |
| 20.       | Passe Mon Truc                      | Julien Barthélémy, Stéphane Bellenger                         | 3:16      |           |           |           |           |           |           |
| 21.       | Stupeflip (Home Version)            | Julien Barthélémy, Stéphane Bellenger                         | 3:08      |           |           |           |           |           |           |
| 22.       | Annexion de la Région Sud (Outro)   | Julien Barthélémy, Mangu                                      | 7:23      |           |           |           |           |           |           |
| 62:28     |                                     |                                                               |           |           |           |           |           |           |           |

## Réédition
En 2011, l'album ressort sous forme de CD digipack et en 2012 en version vinyle sous le label Etic System.